# Kill This Love (singel)
„Kill This Love” – singel południowokoreańskiej grupy Blackpink, wydany 4 kwietnia 2019 roku przez wytwórnię YG Entertainment i Interscope Records. Promował minialbum Kill This Love.
Japońska wersja piosenki została wydana 16 października 2019 roku.

## Lista utworów
| CD | CD               | CD                | CD                           | CD               | CD      |
| Nr | Tytuł utworu     | Tekst             | Kompozycja                   | Aranżacja        | Długość |
| -- | ---------------- | ----------------- | ---------------------------- | ---------------- | ------- |
| 1. | „Kill This Love” | Teddy, Bekuh BOOM | Teddy, R.Tee, 24, Bekuh BOOM | Teddy, R.Tee, 24 | 3:09    |

## Notowania
| Lista                                    | Najwyższa pozycja |
| ---------------------------------------- | ----------------- |
| South Korea (Circle)                     | 2                 |
| South Korea (Billboard)                  | 2                 |
| Argentina (Argentina Hot 100)            | 47                |
| Austria (Ö3 Austria Top 40)              | 45                |
| Canada (Canadian Hot 100)                | 11                |
| Czech Republic (Singles Digitál Top 100) | 26                |
| France (SNEP)                            | 126               |
| Germany (Official German Charts)         | 58                |
| Global 200 (Billboard)                   | 181               |
| Greece (IFPI)                            | 26                |
| Hungary (Single Top 40)                  | 7                 |
| Ireland (IRMA)                           | 30                |
| Japan (Japan Hot 100)                    | 6                 |
| Latvia (LAIPA)                           | 16                |
| Lithuania (AGATA)                        | 9                 |
| Malaysia (RIM)                           | 1                 |
| Mexico Airplay (Billboard)               | 40                |
| Netherlands (Single Tip)                 | 83                |
| New Zealand (Recorded Music NZ)          | 24                |
| Portugal (AFP)                           | 42                |
| Scotland (OCC)                           | 40                |
| Singapore (RIAS)                         | 13                |
| Spain (PROMUSICAE)                       | 55                |
| Sweden (Sverigetopplistan)               | 56                |
| Switzerland (Schweizer Hitparade)        | 45                |
| UK Singles (OCC)                         | 33                |
| US Billboard Hot 100                     | 41                |
| US World Digital Song Sales (Billboard)  | 1                 |

## Nagrody w programach muzycznych
| Program        | Data             | Źródło |
| -------------- | ---------------- | ------ |
| Inkigayo (SBS) | 21 kwietnia 2019 | [ 22 ] |
| Inkigayo (SBS) | 26 maja 2019     | [ 23 ] |

## Sprzedaż i Certyfikaty
| Kraj                    | Sprzedaż     | Certyfikat | Źródło |
| ----------------------- | ------------ | ---------- | ------ |
| Australia (ARIA)        | 70 000+      | Platynowa  | [ 24 ] |
| Francja(SNEP)           | 100 000+     | Złota      | [ 25 ] |
| Polska (ZPAV)           | 10 000+      | Złota      | [ 26 ] |
| Portugalia (AFP)        | 5000+        | Złota      | [ 27 ] |
| Wielka Brytania (BPI)   | 200 000+     | Srebrna    | [ 28 ] |
| Streaming               |              |            |        |
| Korea Południowa (KMCA) | 100 000 000+ | Platynowa  | [ 29 ] |
| Japonia (RIAJ)          | 50 000 000+  | Złota      | [ 30 ] |